# Major (Združeno kraljestvo)
Major je vojaški čin, katerega uporabljata Britanska kopenska vojska in Kraljevi marinci. Oznaka čina majorja je krona. Enakovredna čina v Oboroženih silah Združenega kraljestva sta: kapitan korvete (Lieutenant-Commander) pri Kraljevi vojni mornarici in Squadron Leader (vodja eskadrilje) pri Kraljevem vojnem letalstvu. Major je nadrejen stotniku in podrejen podpolkovniku.
Danes lahko častnik napreduje v čin majorja po 8-10 letih službe. S tem činom bo po navadi poveljeval podenoti do 120 častnikov in vojakov, pri čemer bo odgovoren za njihovo usposabljanje, počutje in administracijo tako v bazi kot med operacijami; prav tako pa je odgovoren za vso njihovo opremo.
V skladu z Natovim standardom STANAG 2116 čin nosi oznako OF-3.

## Zgodovina
V času Napoleonovih vojn je pehotni bataljon imel običajno dva majorja, ki sta bila označena kot višji major (senior major) in nižji major (junior major). Višji major je dejansko opravljal dolžnost drugega poveljujočega, pri čemer sta oba majorja lahko poveljevala dvema ali več četam, ki so bile ločene od glavnine bataljone. 
Med prvo svetovno vojno so majorji nosili naslednje manšetne oznake:
- Splošna oznaka
- Oznaka za škotske majorje

Zaradi slednjih narokavnih, manšetnih oznak so bili majorji tudi lahek čin za sovražne ostrostrelce, saj so jih lahko zaradi teh oznak ločili od drugih vojakov. Leta 1917 so izdali navodilo, ki je omogočalo drugačne oznake, nato pa so leta 1920 dokončno ukinili narokovane oznake.
Med 1. aprilom 1918 in 31. julijem 1919 je tudi Kraljevo vojno letalstvo uporabljalo čin majorja, ki pa ga je naslednji dan zamenjal čin poveljnika eskadrilje.
Ob nastopu prve svetovne vojne so majorji pogosto poveljevali samostojnim četam, eskadronom in baterijam, toda enotam te velikosti, ki so bile organsko v sestavi višje enote, so še vedno poveljevali stotniki. Po drugi svetovni vojni je major postal običajni čin za poveljujoče častnike vseh čet, eskadronov in baterij, kar velja še danes.